# Wing Wanderer
「Wing Wanderer」（ウィング・ワンダラー）は、高橋洋子の24枚目のシングル。2012年10月31日にアトミックモンキーから発売された。

## 概要
- 前作から2年6ヶ月ぶりのシングル。
- ファンキージャムからアトミックモンキーに移籍してから発売された初のCD。アトミックモンキーから発売された唯一のシングルである。
- 「Wing Wanderer」は、ゲーム『PROJECT X ZONE』のオープニングテーマである[2]。高橋は楽曲を制作した際は、ゲームの資料を読んで湧いたイメージを基に制作した[3]。ゲームに登場するキャラクター達は生きる使命を持っており、同じ存在だということをテーマに制作された[3]。

- 「GALAXY」は、ゲーム『PROJECT X ZONE』のエンディングテーマである[4]。楽曲のテーマは「Wing Wanderer」と同じになっている[3]。エンディングで使われるため静かなバラードがいいという高橋の考えから、バラードとして制作された[3]。
- 2曲ともアルバム未収録である。

## 収録曲
（全作詞：高橋洋子、作曲・編曲：大森俊之）
1. Wing Wanderer [4:26]
  - ゲーム『PROJECT X ZONE』オープニングテーマ[5]
2. GALAXY [5:46]
  - ゲーム『PROJECT X ZONE』エンディングテーマ[6]
3. Wing Wanderer (Instrumental) [4:26]
4. GALAXY (Instrumental) [5:45]

## 参加ミュージシャン
- キーボード：大森俊之
- パーカッション：大森俊之 (#2)
- ギター：丹波博幸 (#1)、田代耕一郎 (#2)
- バイオリン：桑野聖 (#2)
- コーラス：高橋洋子